# Paul V. Heath
Paul V. Heath (1950) es un botánico inglés que ha desarrollado su carrera científica en Kew Gardens. Es un destacadísimo especialista en cactos.

## Algunas publicaciones
- 1989a. The Strange and Curious Tale of the True and False Epiphyllum ackermannii (Cactaceae). Taxon 38 (1 ): 124-128
- 1989b. The saga of ×Seleniphyllum (Cactaceae). Taxon 38 (1 ): 148-150
- 1990. Five Proposals to Clarify the Code. Taxon 39 (1 ): 138-140
- 1992. The Type of Monvillea Britton & Rose (Cactaceae). Taxon 41 (1 ): 85-87

- La abreviatura «P.V.Heath» se emplea para indicar a Paul V. Heath como autoridad en la descripción y clasificación científica de los vegetales.[2]

Posee más de 930 fichas  de identificaciones y clasificaciones de nuevas especies, fundamentalmente de Cactaceae.